# Усть-Калманская телемачта
Усть-Калманская телемачта — самое высокое (330 или 350 метров) сооружение в Алтайском крае и Западной Сибири, расположено в с. Чарышское, на левом берегу реки Чарыш. Сооружена в 1979 году. Обеспечивает передачу телевизионного и радиосигнала, сотовую связь на территории 13 сельских районов Алтайского края).

## История сооружения
Проект разработан Ереванским отделением ГСПИ в 1978 году. Сооружение самой высокой за Уралом мачты было закончено в 1979 году. Тогда же было смонтировано оборудование радиостанции «Дождь-2» мощностью 4 кВт, началось радиовещание первой и второй программ центрального телевидения. К ноябрю 1979 года был смонтирован телевизионный передатчик «Дон», началось пробное вещание первой телевизионной программы. Осенью 1984 года смонтирован передатчик «ТРСА», началась трансляция второй телепрограммы.
В августе 1996 г. смонтирован телевизионный передатчик «РЦТА» для вещания телеканала НТВ.

## Конструкция
Конструкция телевизионной мачты держится на углубленном в землю 10-метровом железобетонном фундаменте. Мачту удерживают 32 стальных ванта толщиной 6 см каждый и длиной от 70 до 300 метров.
Первоначальное техническое задание предусматривало установку в мачте пассажирского лифта, от чего отказались по причине удорожания проекта.